# King Biscuit Flower Hour: Greatest Hits Live
| Recensione | Giudizio |
| ---------- | -------- |
| AllMusic   |          |

King Biscuit Flower Hour Presents: Greatest Hits Live è un album live del gruppo rock progressivo britannico Emerson, Lake & Palmer. Il concerto è stato registrato il 7 marzo 1974 alla Civic Center, Tulsa, durante il Tour 1973/1974, e durante il worldwide tours del 1977.

## Tracce
Disco 1 (67:29)
1. . Peter Gunn Theme {Henry Mancini} (3:44)
2. . Tiger in a Spotlight (4:23)
3. . C'est la vie (4:21)
4. . Piano Improvisation (5:40)
5. . Maple Leaf Rag {Scott Joplin} (1:17)
6. . Drum Solo (1:26)
7. . The Enemy God {Prokofiev} (2:46)
8. . Watching Over You (4:14)
9. . Pirates (13:29)
10. . Fanfare for the Common Man {Aaron Copland, arranged by Emerson} (8:21)
11. . Hoe Down {Aaron Copland, arranged by Emerson / Lake / Palmer} (4:24)
12. . Still, You Turn Me On (3:03)
13. . Lucky Man (3:09)
14. . Piano Improvisation (7:10)

Disco 2 (34:38) Bonus CD
- Registrazione Live: 7 marzo, 1974 at the Civic Center, Tulsa,

1. . Karn Evil 9 (34:38)
  - a) 1st Impression (Includes Percussion Solo (Con Brio)
  - b) 2nd Impression
  - c) 3rd Impression
2. . i-traxT Fully Interactive CD-ROM (MAC/PC) with QuickTimeT video
  - a) From The Beginning
  - b) Lucky Man
  - c) Paper Blood

## Formazione
- Keith Emerson - tastiere
- Greg Lake - basso, chitarra, voce
- Carl Palmer - batteria